# أنتوني كوربيت
أنتوني كوربيت (بالإنجليزية: Anthony Corbett)‏ (8 يونيو 1961 بجامايكا - ) هو مدرب كرة قدم ولاعب كرة قدم جامايكي في مركز الدفاع. شارك مع منتخب جامايكا لكرة القدم. أما مع النوادي، فقد لعب مع نادي بورتمور يونايتد.

## وصلات خارجية
- أنتوني كوربيت على موقع الاتحاد الدولي (مؤرشف)  (الإنجليزية)
- أنتوني كوربيت على موقع ناشيونال فوتبول تيمز (الإنجليزية)
- أنتوني كوربيت على موقع Soccerway.com (الإنجليزية)